# Тампа-Бэй Раудис (1975—1993)
«Тампа-Бэй Раудис» — бывшая профессиональная футбольная команда, базировавшаяся в Тампе, штат Флорида, США. Команда играла в Североамериканской футбольной лиге до её расформирования и продолжала играть и в ряде других лиг вплоть до расформирования в 1993 году. «Раудис» играли свои матчи на Стадионе Тампа, позже — на Байфронт Центр Арене в соседнем Сент-Питерсберге, штат Флорида.

## NASL: 1975—1984
Первоначально основанные как расширение франчайзинга Североамериканской футбольной лиги в 1975 году Джорджем Стровбриджем, «Раудис» сыграли десять сезонов на Стадионе Тампа и выиграли только чемпионат Соккер Боул в своём первом сезоне, победив «Портленд Тимберс» со:счётом 2:0. «Раудис» проиграли финалы в 1978 и 1979 годах. Команда приобрела мировых звёзд, таких как будущий капитан команды, полузащитник Родни Марш (Англия), будущий лучший бомбардир лиги, Оскар Фаббиани, быстрый и опасный форвард, Стив Вегерли (Южная Африка), столб защиты, Арсен Огюст (Гаити), популярный среди болельщиков игрок, Дерек Сметурст (Южная Африка), который был лучшим бомбардиром команды за всё время с 57 голами в 65 играх и Петер «Коста» Йоханссон, бывший игрок Шведской национальной сборной. Во время тренерства Эдди Фирмани, Джона Бойла и Гордона Яго появилась коронная фраза и рекламный слоган клуба: «Раудис арррр … удар в траве!» («The Rowdies arrrre…a kick in the grass!»)
После 1983 года команда была продана Стелле Тайер, Бобу Бланшарду и Дику Корбетту.

### NASL, шоубол
В 1975 году NASL провёл турнир по шоуболу, участвовали только четыре команды. Раудис заняли второе место, уступив «Сан-Хосе Эртквейкс». NASL не проводили полные сезоны до 1979 года, когда «Раудис» выиграли чемпионат. Последний NASL сезон состоялся в 1983—1984 годах и «Раудис» заняли последнее место среди семи команд.

### «Фаннис»
Поклонники «Раудис» были известны как «Фаннис». Девиз клуба призвал болельщиков «вставать, выходить, и хулиганить!» и «веселиться!», а фанаты отвечали на призыв бросанием конфетти, питьём пива, и вообще «пусть ребята знают, что мы за ними». Один фанат по имени Боб Роджерс выиграл конкурс «Rowdiest Fan», надев на голову гигантский мяч и бросившись в ворота Стадиона Тампа. Клуб дал «Футбольной Голове» пригласительные билеты на будущие игры для того, чтобы он мог продолжать свои выходки для толпы, его даже носили на руках, когда «Раудис» играли на Соккер Боул 1979.
Хотя все, кто поддерживает команду, может называть себя «Фанни», члены официального фан-клуба «Раудис» утверждали, что это прозвище распространяется только на них. Фан-клуб проводил регулярные встречи и общественные мероприятия, а также публиковал информационный бюллетень.

## После NASL: 1985—1993
NASL была расформирована в 1984 году, но «Раудис» продолжали играть ещё в течение нескольких лет.

### Независимость: 1985—1986
С Родни Маршем в качестве тренера «Раудис» функционируют как самостоятельная команда в течение двух лет до прихода в MISL на один сезон (1986/87). Корнелия Корбетт стала единоличным владельцем команды в 1986 году.

### ASL/APSL: 1988—1993
Летом 1988 года «Раудис» присоединились к третьему воплощению лиги американского футбола. Они будут оставаться в этой лиге, и её преемнике (APSL), пока не будут расформированы после 1993 года.

## Новые «Раудис»: 2010 — настоящее время
В 2008 году было объявлено, что новое воплощение «Тампа-Бэй Раудис» будет играть в новом втором дивизионе NASL. Команда изменила своё название на ФК «Тампа-Бэй», прежде чем предпринять этот шаг из-за спора по поводу права на продажу названия «Раудис», но они носили полосатые зеленые и золотые цвета, похожие на те, что использовали старые «Раудис», и щит-логотип со звездой почти в точности отражает эмблему клуба, которую использовали на чемпионате в 1975 году. После нескольких изменений в лиге «ФК Тампа-Бэй», наконец, стартовал в чемпионате летом 2010 года. Команда, наконец, получила все права на название «Раудис» в декабре 2011 года и официально стала именоваться «Тампа-Бэй Раудис» в 2012 году, изменив свой логотип и форму для подражания стилю «Раудис», который команда использовала первоначально.

## Список тренеров
- Эдди Фирмани (1975—1977)
- Эл Миллер (1983)
- Рикки Хилл (1992)